# Heinrich Eduard von Lade

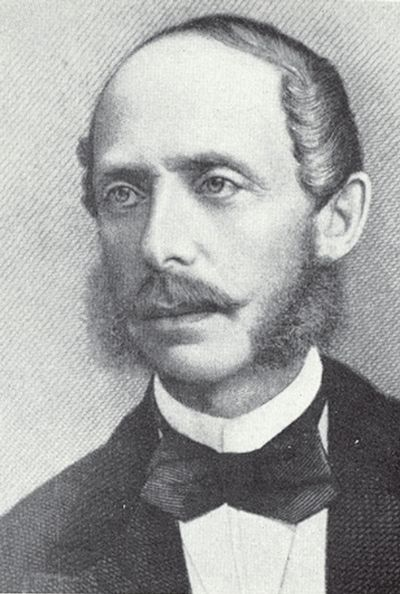
Eduard von Lade 1817–1904

Heinrich Eduard Lade, ab 1877 von Lade, ab 1901 Freiherr von Lade (auch Ladé, * 24. Februar 1817 in Geisenheim im Rheingau; † 7. August 1904 ebenda) war ein deutscher Bankier, Waffenhändler, Gärtner, Pflanzenzüchter sowie Amateur-Astronom.

## Leben und Wirken
Heinrich Eduard Lade wurde in Geisenheim am Rhein im Palais Ostein als Sohn eines vermögenden Weinhändlers geboren. Er arbeitete als Bankier und Exporteur in Hamburg und Paris. Dadurch sowie durch den Handel mit Waffen wurde er schnell sehr vermögend und konnte sich im Alter von 44 Jahren bereits aus dem Arbeitsleben zurückziehen.
Heinrich Eduard von Lade war ein vielseitig interessierter Mensch seiner Zeit. Neben seiner beruflichen Tätigkeiten interessierte er sich sehr für den Garten- und Weinbau, erwarb sich als Astronom einen Namen und war auch politisch als Diplomat für die italienischen Staaten und den Norddeutschen Bund tätig.
1861 erbaute er in Geisenheim die Villa Monrepos und umgab sie mit ausgedehnten Parkanlagen. Alleine das Rosarium umfasste 800 verschiedene Sorten mit 3000 Rosenstöcken. Hier beschäftigte er sich auch mit der Züchtung und Kultivierung von Obst und Wein. Von ihm selbst gezüchtet wurden die Sorten 'Von Lades Späte Knorpelkirsche', 'Von Lades Späte Mirabelle', 'Grüne Zwetschge von Monrepos' und 'Rote Zwetschge von Monrepos', nach ihm benannt wurde 'Von Lades Butterbirne'. Alle diese Sorten wurden im Illustrirten Handbuch der Obstkunde beschrieben. Die Leitung seiner pomologischen Gärten lag zeitweise bei Hermann Goethe. 1872 wurde dank der langjährigen Bemühungen Eduard von Lades bei dem preußischen König Wilhelm I. sowie Reichskanzler Otto von Bismarck per Dekret die Königlich Preussische Lehranstalt für Obst- und Weinbau, die heute noch bestehende Forschungsanstalt für Garten- und Weinbau in Geisenheim gegründet.

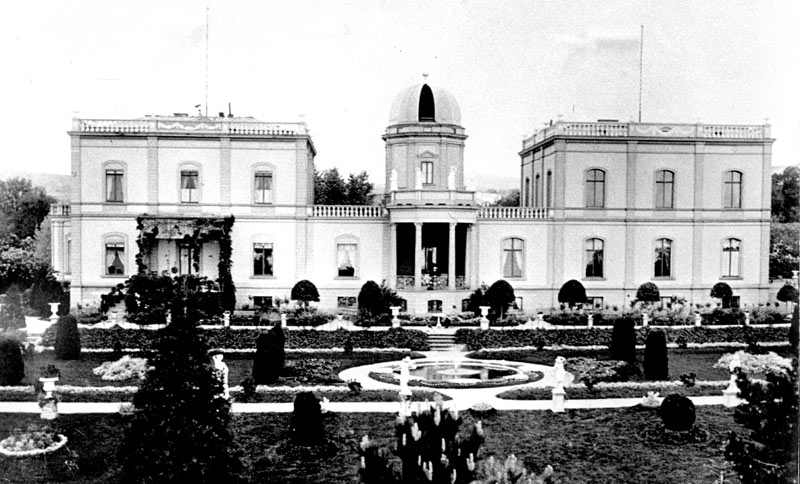
Villa Monrepos mit Parkanlage und Observatorium

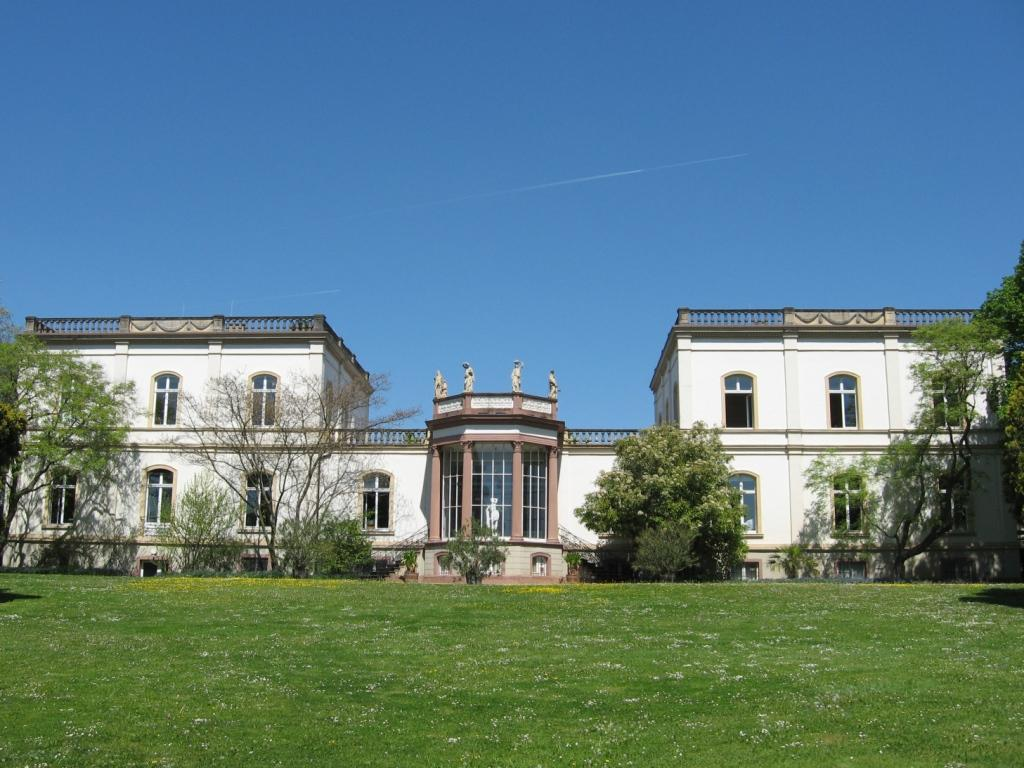
Villa Monrepos im Frühjahr 2008

Auf dem zentralen Mittelbau der Villa Monrepos setzte von Lade 1886 ein Observatorium, um sich dort seinen Studien der Mondkartierung (Selenografie) besser widmen zu können. Das dort installierte Teleskop soll eine beachtliche Größe gehabt haben. 1897 veranlasste er die Erstellung eines Mondglobus, der auf der einen Seite die physikalische Struktur des Mondes als Relief darstellte und auf der anderen Seite die Bezeichnungen der Krater trug. (Anmerkung: Mondkarten der damaligen Zeit stellten nur die sichtbare Seite des Mondes dar). Das Observatorium wurde durch Bombentreffer gegen Ende des Zweiten Weltkrieges schwer beschädigt und nach dem Krieg entfernt.
In seinem Leben musste von Lade immer wieder schwere Schicksalsschläge hinnehmen. So starben seine Frau (1876) und seine drei Kinder sehr früh. 1874 besuchte ihn Kaiser Wilhelm I. in seiner Villa Monrepos und besichtigte persönlich die neu gegründete Lehranstalt. 1877 folgte die Erhebung in den erblichen preußischen Adelsstand, 1901 wurde ihm 85-jährig der Titel eines Freiherrn verliehen. Die Stadt Geisenheim ernannte ihn anlässlich seines 84. Geburtstags am 27. Februar 1902 zu ihrem ersten Ehrenbürger. Eduard von Lade starb 1904 in seinem Heimatort Geisenheim. Sein Vermögen vermachte er in Form einer Stiftung der von ihm gegründeten Lehr- und Forschungsanstalt. Er ist in Geisenheim im Familienmausoleum auf dem alten Friedhof beigesetzt.

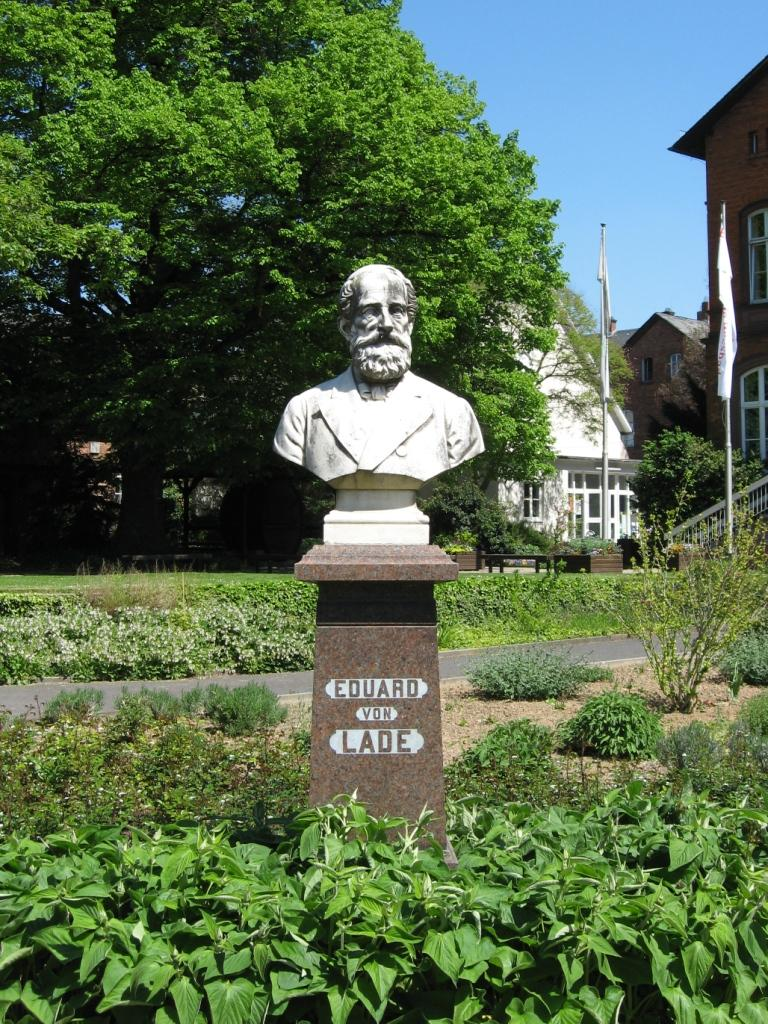
Denkmal Eduard von Lades im Eingangsbereich des Hauptgebäudes der von ihm begründeten Forschungsanstalt Geisenheim.

Der Lade-Krater auf dem Mond sowie der Asteroid 340 Eduarda wurden nach ihm benannt. Auf dem Gelände der Forschungsanstalt Geisenheim erinnert ein Denkmal an den Gründer Eduard von Lade.